# Къртууд Смит
Къртууд Ларсън Смит (на английски: Kurtwood Larson Smith) е американски телевизионен и филмов актьор. Най-известен е с ролите си на Кларънс Бодикър в „Робокоп“ и Ред Форман в „Шеметни години“, както и с появите си в жанра на научната фантастика.

## Избрана филмография
| Година      | Заглавие                         | Оригинално заглавие                    | Роля                         | Бележки |
| ----------- | -------------------------------- | -------------------------------------- | ---------------------------- | ------- |
| 1987        | Робокоп                          | RoboCop                                | Кларънс Бодикър              |         |
| 1988        | Рамбо 3                          | Rambo III                              | Робърт Григс                 |         |
| 1991        | Оскар                            | Oscar                                  | Лейтенант Туми               |         |
| 1991        | Стар Трек VI: Неоткритата страна | Star Trek VI: The Undiscovered Country | Президент на федерацията     |         |
| 1995        | Под обсада 2: Мрачната територия | Under Siege 2: Dark Territory          | Генерал Стенли Купър         |         |
| 1996        | Код „Счупена стрела“             | Broken Arrow                           | Министър на отбраната, Беърд |         |
| 1998 – 2006 | Шеметни години                   | That '70s Show                         | Ред Форман                   |         |